# Rhyacia centrifasciata
Rhyacia centrifasciata là một loài bướm đêm trong họ Noctuidae.